# Cionosicys guabubu
Cionosicys guabubu är en gurkväxtart som beskrevs av Michael Howard Grayum, J.A.González. Cionosicys guabubu ingår i släktet Cionosicys och familjen gurkväxter. Inga underarter finns listade i Catalogue of Life.